# Anulacija
U organskoj hemij anulacija (od latinske reči za "mali prsten"; ponekad anilacija) je hemijska reakcija u kojoj se novi prsten formira u molekulu.
Primeri su Robinsonova anulacija, Danhejserova anulacija i pojedine cikloadicije. Anularni molekul se konstruiše putem bočne kondenzacije cikličnih segmenata, na primer heliceni i aceni. Pri transanulaciji biciklični molekul se formira putem formiranja intramolekularne ugljenik-ugljenik veze u velikom monocikličnom prstenu. Primer je samarijum(II) jodidom indukovana keton - alkenska ciklizacija 5-metilenciklooktanona, koja se odvija putem ketilnog intermedijara:

## Benzanulacija
Termin benzanulirana jedinjenja se odnosi na derivate cikličnih jedinjenja (obično aromatičnih) koja su stupljena sa prstenom benzena. Primeri su navedeni u donjoj tabeli:
| Benzanulisani derivati | Izvor cikličnog jedinjenja |
| ---------------------- | -------------------------- |
| Benzopiren             | Piren                      |
| Hinolin                | Piridin                    |
| Izohinolin             | Piridin                    |
| Hromen                 | Piran                      |
| Izohromen              | Piran                      |
| Indol                  | Pirol                      |
| Izoindol               | Pirol                      |
| Benzofuran             | Furan                      |
| Izobenzofuran          | Furan                      |
| Benzimidazol           | Imidazol                   |

## Transanularne interakcije
Transanularna interakcija u hemiji je svaka hemijska interakcija (povoljna ili nepovoljna) između različitih nevezujućih molekularnih grupa u velikom prstenu ili makrociklu.